# Karditsomagoúla
Karditsomagoúla är en ort i Grekland.   Den ligger i prefekturen Nomós Kardhítsas och regionen Thessalien, i den centrala delen av landet, 220 km nordväst om huvudstaden Aten. Karditsomagoúla ligger 123 meter över havet och antalet invånare är 2 200.
Terrängen runt Karditsomagoúla är platt.Runt Karditsomagoúla är det tätbefolkat, med 276 invånare per kvadratkilometer. Närmaste större samhälle är Karditsa, 2,9 km söder om Karditsomagoúla. Trakten runt Karditsomagoúla består till största delen av jordbruksmark.